# Eetu Luostarinen
Eetu Luostarinen, född 2 september 1998 i Siilinjärvi, är en finländsk professionell ishockeyforward som spelar för Florida Panthers i National Hockey League (NHL).
Han har tidigare spelat för Carolina Hurricanes i NHL; KalPa i Liiga samt Charlotte Checkers och Springfield Thunderbirds i American Hockey League (AHL).
Luostarinen vann Stanley Cup för säsongerna 2023–2024 och 2024–2025.
Han blev draftad av Florida Panthers i den andra rundan i 2017 års draft som 42:a spelare totalt.

## Statistik
| 2016–2017    | KalPa                    | Liiga        | 32  | 3  | 4  | 7   | 14  | 17 | 1  | 2  | 3  | 14 |
| 2017–2018    | KalPa                    | Liiga        | 55  | 6  | 14 | 20  | 58  | 6  | 1  | 2  | 3  | 4  |
| 2018–2019    | KalPa                    | Liiga        | 54  | 15 | 21 | 36  | 79  | —  | —  | —  | —  | —  |
| 2019–2020    | Carolina Hurricanes      | NHL          | 8   | 0  | 1  | 1   | 0   | —  | —  | —  | —  | —  |
|              | Charlotte Checkers       | AHL          | 44  | 8  | 17 | 25  | 24  | —  | —  | —  | —  | —  |
|              | Springfield Thunderbirds | AHL          | 5   | 0  | 0  | 0   | 0   | —  | —  | —  | —  | —  |
| 2020–2021    | Florida Panthers         | NHL          | 44  | 3  | 5  | 8   | 12  | —  | —  | —  | —  | —  |
|              | KalPa                    | Liiga        | 17  | 5  | 10 | 15  | 14  | —  | —  | —  | —  | —  |
| 2021–2022    | Florida Panthers         | NHL          | 78  | 9  | 17 | 26  | 12  | 10 | 1  | 1  | 2  | 2  |
| 2022–2023    | Florida Panthers         | NHL          | 82  | 17 | 26 | 43  | 28  | 16 | 2  | 3  | 5  | 4  |
| 2023–2024    | Florida Panthers         | NHL          | 82  | 12 | 15 | 27  | 26  | 24 | 2  | 6  | 8  | 22 |
| 2024–2025    | Florida Panthers         | NHL          | 80  | 9  | 15 | 24  | 28  | 23 | 5  | 14 | 19 | 25 |
| NHL totalt   | NHL totalt               | NHL totalt   | 374 | 50 | 79 | 129 | 106 | 73 | 10 | 24 | 34 | 53 |
| Liiga totalt | Liiga totalt             | Liiga totalt | 158 | 29 | 49 | 78  | 165 | 23 | 2  | 4  | 6  | 18 |

### Internationellt
| Källa: Uppdaterad: 2025-06-18 | Källa: Uppdaterad: 2025-06-18 | Källa: Uppdaterad: 2025-06-18 |         | Utv = Utvisningsminuter | Utv = Utvisningsminuter | Utv = Utvisningsminuter | Utv = Utvisningsminuter | Utv = Utvisningsminuter |
| År                            | Lag                           | Mästerskap                    | Matcher | Mål                     | Assists                 | Poäng                   | Utv                     |                         |
| ----------------------------- | ----------------------------- | ----------------------------- | ------- | ----------------------- | ----------------------- | ----------------------- | ----------------------- | ----------------------- |
| 2019                          | Finland                       | VM                            | 4       | 0                       | 0                       | 0                       | 2                       |                         |
| 2025                          | Finland                       | 4 Nations                     | 3       | 0                       | 1                       | 1                       | 0                       |                         |
| Senior totalt                 | Senior totalt                 | Senior totalt                 | 7       | 0                       | 1                       | 1                       | 2                       |                         |